# Maison Lemonnier
La maison Lemonnier est un édifice du XIVe – XVe siècle situé à Argentan, en France.

## Localisation
Le monument est situé dans le département français de l'Orne, au 58 rue de la Chaussée.

## Historique
La maison est inscrite au titre des Monuments historiques depuis le 27 septembre 1948.

## Architecture
La maison est construite selon la technique du pan de bois. Deux travées sont bâties à encorbellement.